# Megara (band)
Megara is een Spaanse band.

## Biografie
Megara werd in 2015 gesticht in de Spaanse hoofdstad Madrid. Een jaar later bracht de groep een eerste album uit. Megara nam deel aan Benidorm Fest 2023, de Spaanse preselectie voor het Eurovisiesongfestival. Met het nummer Arcadia eindigde het als vijfde.
Een jaar later waagde de groep zijn kans in de San Marinese preselectie, en dit met het nummer 11:11. Opvallend: het nummer werd aanvankelijk ingediend voor deelname aan Benidorm Fest 2024, maar niet weerhouden. Het nummer werd vervolgens voorzien van Italiaanse tekst. Megara plaatste zich pas via de tweedekansronde voor de finale van de San Marinese preselectie, en wist deze uiteindelijk te winnen. Hierdoor mocht de band San Marino vertegenwoordigen  op het Eurovisiesongfestival 2024 in Malmö, Zweden. De groep kon er geen finaleplaats bemachtigen.
2008: Miodio · 
2011: Senit · 
2012: Valentina Monetta · 
2013: Valentina Monetta · 
2014: Valentina Monetta · 
2015: Michele Perniola & Anita Simoncini · 
2016: Serhat · 
2017: Valentina Monetta & Jimmie Wilson · 
2018: Jessika feat. Jenifer Brening · 
2019: Serhat · 
2021: Senhit feat. Flo Rida · 
2022: Achille Lauro · 
2023: Piqued Jacks · 
2024: Megara · 
2025: Gabry Ponte